# A fehér zombi
A Fehér zombi 1932-ben készült fekete-fehér amerikai klasszikus horror filmalkotás. A főszereplő Lugosi Béla, rendezte Victor Halperin. Sokak szerint a filmtörténelemben elsőként dolgozta fel a karibi szigeteken élő emberek zombi hiedelmeit.
Az 1998-ban feloszlott White Zombie metálzenekar (melynek tagja volt Rob Zombie) nevét ez a film ihlette.

## Szereplők
- Lugosi Béla – Legendre, a vudu mágus
- Robert Frazer – Beaumont
- Madge Bellamy – Madeleine
- John Harron – Neil
- Joseph Cawthorn – Dr Bruner

## Cselekmény
Madeleine és Neil az esküvőjükre készülnek, ismerősük (Monsieur Beaumont) pedig felajánlja, hogy házasodjanak össze az ő haiti ültetvényein. Beaumont célja a nő megszerzése, amihez Legendre segítségét kéri, aki a malmában dolgozó embereket zombikká hipnotizálta. Később rájön, hogy az érzelmek nélküli test nem azt adja amire számított, miközben Neillel tudatják, hogy a lány még életben lehet...

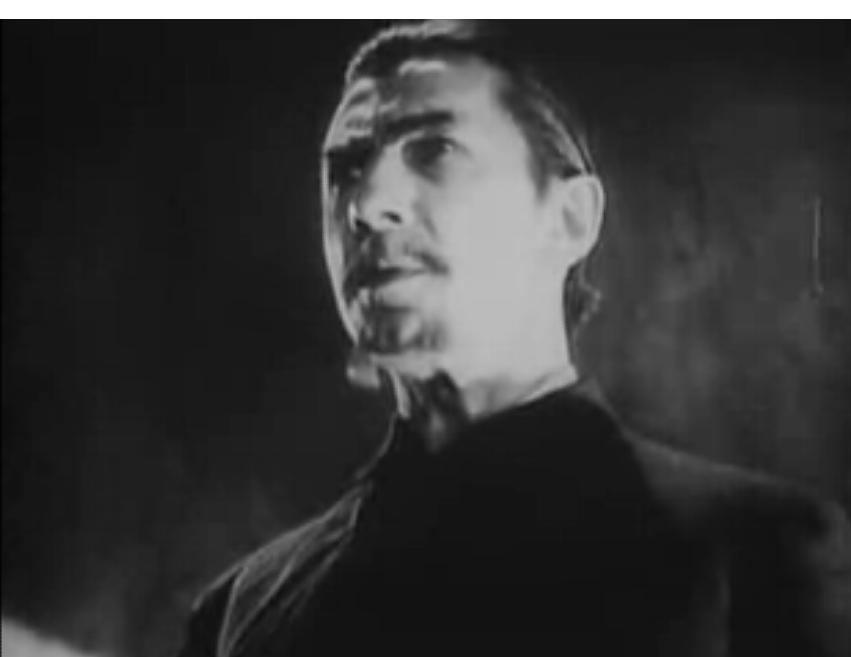
Lugosi Béla a filmben